# 岡井藤志郎

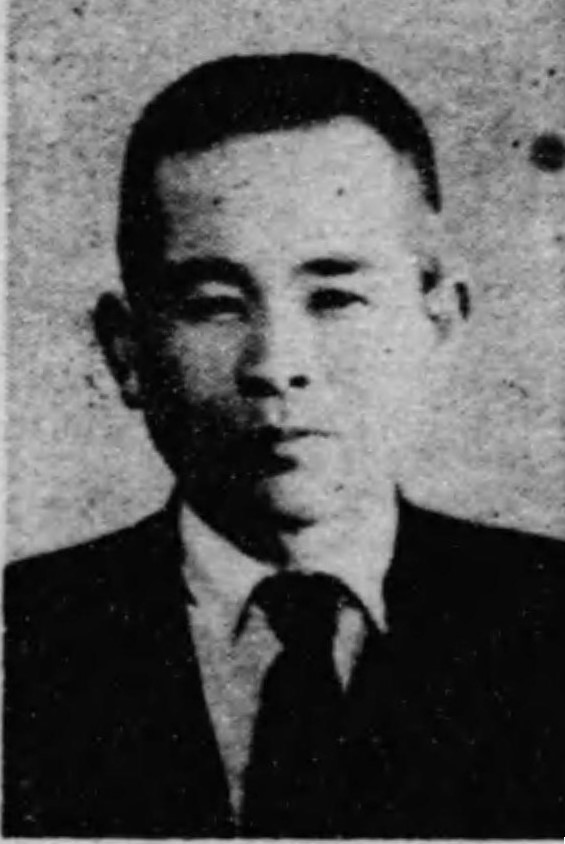
岡井藤志郎

岡井 藤志郎（おかい とうしろう、1895年（明治28年）5月24日 – 1974年（昭和49年）10月19日）は、大正後期から昭和期の裁判官、弁護士、政治家。衆議院議員（1期）。

## 経歴
愛媛県伊予郡松前村南黒田（現松前町南黒田）で、農業・岡井三郎の長男として生まれる。松山中学校（現愛媛県立松山東高等学校）を経て、1913年（大正2年）9月、海軍兵学校（44期）に進んだが1915年（大正4年）12月に中退した。その後、第一高等学校を経て、1922年（大正11年）3月、東京帝国大学法学部法律学科（独法）を卒業した。東京帝大在学中に友人佐野茂樹の紹介で剣術家山田次朗吉に入門し師事した。
1922年5月、司法官試補に任官し浦和地方裁判所詰となる。1923年（大正12年）12月、高等試験行政科試験に合格。以後、東京地方裁判所詰、広島地方裁判所予備判事、松江地方裁判所予備判事、呉区裁判所判事、尾道区裁判所判事、岡山地方裁判所判事、山口地方裁判所判事、甲府地方裁判所判事、横浜地方裁判所判事を歴任。1944年（昭和19年）首相東條英機に弾劾の手紙を送ったため、同年8月に職務停止となり懲戒裁判を受けた。1945年（昭和20年）2月に懲戒免職の一審判決を受け、同年3月に控訴申立を行ったが、終戦に伴い同年10月に免訴となる。
1946年（昭和21年）1月に退官し弁護士登録を行う。同年4月、第22回衆議院議員総選挙に愛媛県全県区から日本自由党所属で出馬して次点で落選。1947年（昭和22年）4月の第23回総選挙に愛媛県第1区から日本自由党公認で出馬して当選し、衆議院議員に1期在任した。その後、第24回、第26回総選挙に立候補したが、いずれも落選した。
その後、松山市で弁護士として活動し、1967年（昭和42年）横浜市に戻り第一東京弁護士会に所属した。
1974年（昭和49年）10月19日死去、79歳。死没日をもって勲四等旭日小綬章追贈（勲五等からの昇叙）。

## 松山城濠埋立反対運動
GHQ愛媛軍政局シャーレー司令官の勧告により、松山市当局が松山城の濠埋立事業を進めたことに対して、1949年（昭和24年）8月に事業反対の投書を『愛媛新聞』に投稿した。これを読んだ濠の水利に関係する農民300名たちと共に同月29日、GHQ愛媛民事部（軍政局改称）、松山市などと交渉し、計画の中止を実現した。

## 伝記
- 岡井敏『東条弾劾』徳間書店、1979年。